# یواس‌سی‌جی‌سی هیلی (دبلیوای‌جی‌بی-۲۰)
یواس‌سی‌جی‌سی هیلی (دبلیوای‌جی‌بی-۲۰) (به انگلیسی: USCGC Healy (WAGB-20)) یک کشتی است که طول آن ۴۲۰ فوت (۱۲۸ متر) می‌باشد. این کشتی در سال ۱۹۹۷ ساخته شد.